# Convezione granulare

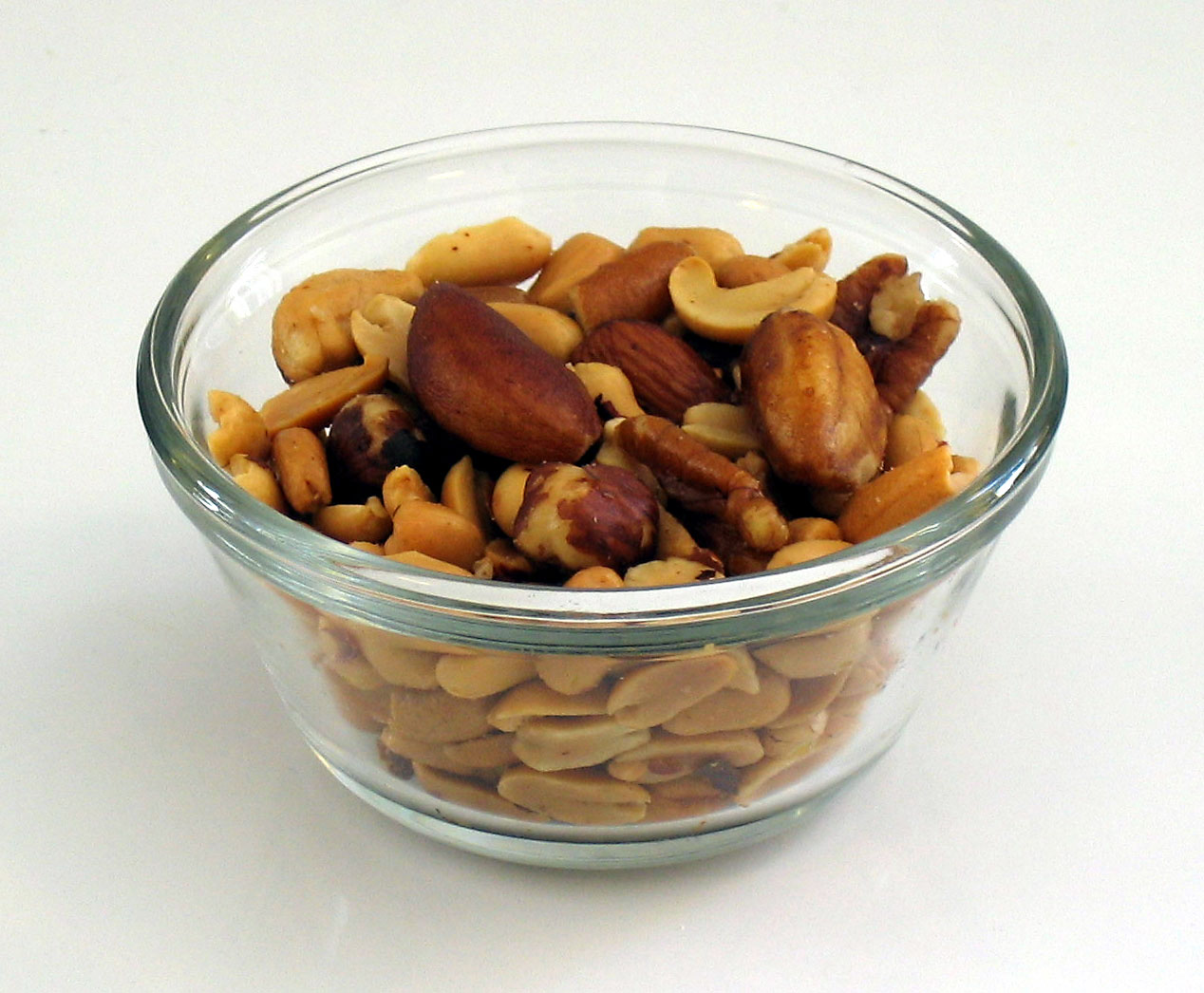
In una ciotola di muesli, spesso le noci brasiliane, più grandi, finiscono in superficie

La convezione granulare è un fenomeno in cui un materiale granulare soggetto a vibrazioni mostrerà fenomeni di convezione simili alla convezione nei fluidi. A causa di tale effetto, in un materiale granulare contenente una miscela di oggetti di varie dimensioni, le particelle di forma più grande ed irregolare affiorano alla superficie.
A volte viene chiamato effetto noce brasiliana. Questo nome deriva dall'esempio di un contenitore di noci, in cui le più grandi sono in genere noci brasiliane. Il fenomeno è noto anche come effetto muesli poiché si osserva nelle confezioni di cereali per la colazione contenenti particelle di dimensioni diverse ma di densità simile, come appunto il müsli.
In condizioni sperimentali, è stata osservata la convezione granulare di particelle di varie dimensioni, che vanno a formare celle di convezione simili a quelle osservate nei fluidi.

## Spiegazione
Per quanto controintuitivo possa sembrare che per tale effetto gli oggetti più grandi (e quindi più pesanti) salgano verso l'alto, si possono identificare diverse spiegazioni per questo fenomeno:
- Il movimento casuale fa sì che alcuni oggetti oblunghi ruotino occasionalmente in orientamento verticale. L'orientamento verticale consente agli oggetti più piccoli di cadere verso il basso, fluendo attorno agli oggetti più grandi. Una successiva rotazione mantiene gli oggetti più grandi sopra, impedendo la risalita delle particelle più piccole.[2]
- Il centro di massa dell'intero sistema in uno stato arbitrario non è ottimamente basso, ma tende ad essere più alto a causa della presenza di più spazio vuoto attorno agli oggetti più grandi. Grazie alle vibrazioni, il sistema ha la tendenza a spostarsi verso uno stato energetico inferiore, il che significa spostare il centro di massa verso il basso spostando le particelle più piccole verso il basso e quindi le più grandi verso l'alto.
- Quando vengono scosse, le particelle possono muoversi in un flusso convettivo indotto dalle vibrazioni; le singole particelle si muovono verso l'alto attraverso il centro, attraverso la superficie e lungo i lati. Se è coinvolta una particella di grandi dimensioni, verrà spostata verso l'alto dal flusso di convezione. Una volta in cima rimarrà lì in quanto le correnti convettive sono troppo strette per poterla trascinarla lungo la parete.

## Applicazioni

### Produzione
L’effetto è studiato nella produzione di alimenti e, in generale, di prodotti granulari eterogenei come detersivi in polvere. La separazione di materiali granulari è solitamente indesiderata. Diversi fattori determinano la gravità di questo effetto, comprese le dimensioni relative e la densità delle particelle, la pressione del gas tra le particelle e la forma del contenitore. Una scatola rettangolare o un cilindro favoriscono l'effetto, mentre un contenitore con pareti inclinate verso l'esterno (contenitori conici o sferici) possono provocare un effetto inverso.
La convezione granulare viene sfruttata anche in ambito alpinistico grazie agli zaini Airbag, dispositivi il cui scopo, in caso di valanga (paragonabile ad un flusso di materia granulare), di aumentare la loro dimensione e permettere alla persone dotata dello zaino di rimanere in superficie.